# Брайтмен, Эдгар Шеффилд
Эдгар Шеффилд Брайтмен (1884—1953) — американский философ, представитель персонализма.

## Биография
Эдгар Брайтмен родился в городе Холбруке в штате Массачусетс 20 сентября 1884 года в семье Георга Эдгара Брайтмена и Мэри Шеффилд Брайтмен.
Получал образование, а затем работал в Брауновском и Бостонском университетах. В 1912 году он стал доктором философии, в 1929 году получил степень доктора права, а в 1942 году — доктора теологии. Учителем Брайтмена в Бостоне был основатель персонализма Бордер Паркер Боун.
Был президентом Американской философской ассоциации (1936) и Американского теололического общества (1933-1934).
Умер Брайтмен в 1953 году в Бостоне.

## Взгляды
В религиозно-философской концепции Брайтмена личность предстаёт как самотворческое начало, благодаря которому в мире есть содержательность. связность и познаваемость. В отличие от Боуна Брайтмен строит философию с опорой на теорию ценностей. Мир личностей, будучи местопребыванием ценностей, является эмпирической реальностью «личности личностей», то есть реальностью Бога. Религия приписывает ценность личностям и заботится об их благополучии и спасении.